# Matthew Robinson
Mateo MacKenzie "Mack" Robinson (Cairo; 18 de julio de 1914 - Pasadena, California, 12 de marzo de 2000) fue un atleta estadounidense, especialista en la prueba de 200 m en la que llegó a ser subcampeón olímpico en 1936.
Era hermano de Jackie Robinson, famoso beisbolista estadounidense y primer afroamericano en ingresar a las Ligas Mayores de Béisbol.

## Carrera deportiva
En los JJ. OO. de Berlín 1936 ganó la medalla de plata en los 200 metros, con un tiempo de 21.1 segundos, llegando a meta tras su compatriota Jesse Owens (20.7 segundos) y por delante del neerlandés Tinus Osendarp (bronce).